# Anglo-Scottish Cup
Der Anglo-Scottish Cup war ein von 1975 bis 1981 ausgetragener Fußball-Pokalwettbewerb für Fußballclubs des schottischen und englischen Profiligensystem. Er entstand durch den Rückzug des Sponsors aus dem Texaco Cup. Nach dem Rückzug der schottischen Vereine 1981 wurde der Wettbewerb 1982 und 1983 als Football League Group Cup zweimal nur für englische Vereine ausgetragen und gilt damit als Vorgänger des 1983/84 entstandenen Football-League-Trophy-Wettbewerbs.
Der Wettbewerb stand den jeweils besten Vereinen offen, die nicht für den Europapokal qualifiziert waren. Die acht schottischen Teilnehmer spielten in einer K.-o.-Runde mit Hin- und Rückspiel vier Teilnehmer das Viertelfinale aus, die 16 englischen Teilnehmer spielten zuerst in vier Vierergruppen im einfachen Rundenturniermodus je einen Viertelfinalisten aus. Eine Besonderheit war dabei die Regel, dass es in einigen Jahren neben der damals üblichen Zwei-Punkte-Regel einen Bonuspunkt für die Mannschaften gab, die in einem Spiel drei Tore erzielte.
Ab dem Viertelfinale wurde der Bewerb im Pokal-System mit je zwei Begegnungen (Heim- und Auswärtsspiel) ausgetragen; im Viertelfinale standen sich stets ein Vertreter der englischen und der schottischen Ligen gegenüber.
Der Wettbewerb wurde von den englischen Clubs dominiert, in sechs Austragungen gelang es nur zweimal einem Vertreter Schottlands der Einzug ins Finale; 1978 verlor der FC St. Mirren das Finale gegen Bristol City, zwei Jahre später konnte derselbe Club dann als einziger schottischer Verein den Pokal gewinnen.
Während anfangs durchaus die besten Nichteuropacup-Clubs Englands am Bewerb teilnahmen, meldeten mit der Zeit hauptsächlich unterklassige Proficlubs, so dass das Zuschauerinteresse gerade in Schottland immer weiter sank und Schottland sich 1981 aus dem Wettbewerb zurückzog.
1987/88 gab es einen Versuch den Bewerb als Entscheidungsspiel zwischen den Siegern von FA Cup und Scottish Cup wieder aufleben zu lassen, doch wurde wegen fehlendem Zuspruch zum Hinspiel bei Coventry City (1:1), das für Mai 1988 angesetzte Rückspiel beim FC St. Mirren nicht mehr angepfiffen.

## Endspiele
| Austragung | Sieger            | Finalist        | Gesamtergebnis nach Hin- und Rückspiel |
| ---------- | ----------------- | --------------- | -------------------------------------- |
| 1975/76    | FC Middlesbrough  | FC Fulham       | 1:0                                    |
| 1976/77    | Nottingham Forest | FC Orient       | 5:1                                    |
| 1977/78    | Bristol City      | FC St. Mirren   | 3:2                                    |
| 1978/79    | FC Burnley        | Oldham Athletic | 4:2                                    |
| 1979/80    | FC St. Mirren     | Bristol City    | 5:1                                    |
| 1980/81    | FC Chesterfield   | Notts County    | 2:1                                    |